# متانيات
متانيات أو تحت فصيلة فانيروبتيريدي (الاسم العلمي: Phaneropterinae)، هي فُصيلة حشرات من فصيلة الجنادب الأمريكية. تضم نحو 2060 نوع ضمن 85 جنس.